# Championnats du monde de pétanque 2009
Navigation
Édition précédente Édition suivante
Les championnats du monde de pétanque 2009 est une édition des championnats du monde de pétanque. 

## Présentation
Cette compétition constitue la 12e édition des triplettes seniors féminines, la 5e édition du tir de précision senior féminine, la 12e édition des triplettes juniors et la 5e édition du tir de précision junior. Elle se déroule à Suphanburi (Thaïlande), du 12 au 16 novembre 2009 pour les triplettes seniors féminines et le tir de précision senior féminine, et à Monastir (Tunisie), du 2 au 4 octobre pour les triplettes juniors et le tir de précision junior.

## Résultats à Suphanburi (Thaïlande)[1]

### Triplette senior féminine

#### Phase finale
| Nation    | Score | Nation   |
| --------- | ----- | -------- |
| France    | 13-2  | Viêt Nam |
| Thaïlande | bat   | Espagne  |

| Nation    | Score | Nation |
| --------- | ----- | ------ |
| Thaïlande | 13-10 | France |

### Tir de précision senior féminine

#### Phase finale
| Nation             | Score | Nation               |
| ------------------ | ----- | -------------------- |
| Angélique Colombet | 41-33 | Inès Rosario Espagne |

## Résultats à Monastir (Tunisie)[1],[2]

### Triplette junior

#### Phase finale
| Nation  | Score | Nation    |
| ------- | ----- | --------- |
| France  | bat   | Thaïlande |
| Italie  | bat   | Suisse    |
| Maroc   | 13-0  | Algérie   |
| Espagne | bat   | Belgique  |

| Nation | Score | Nation  |
| ------ | ----- | ------- |
| France | 13-6  | Espagne |
| Italie | 13-4  | Maroc   |

| Nation | Score | Nation |
| ------ | ----- | ------ |
| Italie | 13-6  | France |

### Tir de précision junior

#### Phase finale
| Nation               | Score | Nation                   |
| -------------------- | ----- | ------------------------ |
| Sarayoot Kaewpudpong | 30-23 | Dylan Alexandre Belgique |

## Podiums
| Épreuve                          | Or                                                                               | Argent                                                                           | Bronze                                                                        |
| -------------------------------- | -------------------------------------------------------------------------------- | -------------------------------------------------------------------------------- | ----------------------------------------------------------------------------- |
| Triplette senior féminine        | Thongsri Thamakord - Phantipha Wongchuvej - Suphannee Wongsut - Sasithon Jaichun | Anna Maillard - Audrey Bandiera - Angélique Colombet - Marie-Christine Virebayre | Jeronima Ballesta - Yolanda Matarranz - Silvia Garces - Inès Rosario          |
| Triplette senior féminine        | Thongsri Thamakord - Phantipha Wongchuvej - Suphannee Wongsut - Sasithon Jaichun | Anna Maillard - Audrey Bandiera - Angélique Colombet - Marie-Christine Virebayre | Thị Thuy Diem Phan - Thị Anh Hong Phan - Thị Truc Mai Nguyen - Thị Thi Nguyen |
| Tir de précision senior féminine | Angélique Colombet                                                               | Inès Rosario                                                                     | Maryse Bergeron                                                               |
| Tir de précision senior féminine | Angélique Colombet                                                               | Inès Rosario                                                                     | Phantipha Wongchuvej                                                          |
| Triplette junior                 | Alessandro Basso - Alessio Farine - Diego Rizzi - Gianluca Rattenni              | Vianney Moureaux-Fontan - Kenny Champigneuil - Jérémy Sans - Gaëtan Blazczak     | Pedro Garcia - Juan Carlos Sogorb - Javier Caballero - Francisco Bernabé      |
| Triplette junior                 | Alessandro Basso - Alessio Farine - Diego Rizzi - Gianluca Rattenni              | Vianney Moureaux-Fontan - Kenny Champigneuil - Jérémy Sans - Gaëtan Blazczak     | Soufiane Belahsen - Benhmidouch - Souabni - El Berdichi                       |
| Tir de précision junior          | Sarayoot Kaewpudpong                                                             | Dylan Alexandre                                                                  | Diego Rizzi                                                                   |
| Tir de précision junior          | Sarayoot Kaewpudpong                                                             | Dylan Alexandre                                                                  | Mahefa Randrianarison                                                         |

## Tableau des médailles
| Rang  | Nation     | Or | Argent | Bronze | Total |
| ----- | ---------- | -- | ------ | ------ | ----- |
| 1     | Thaïlande  | 2  | 0      | 1      | 3     |
| 2     | France     | 1  | 2      | 0      | 3     |
| 3     | Italie     | 1  | 0      | 1      | 2     |
| 4     | Espagne    | 0  | 1      | 2      | 3     |
| 5     | Belgique   | 0  | 1      | 0      | 1     |
| 6     | Viêt Nam   | 0  | 0      | 1      | 1     |
| 6     | Canada     | 0  | 0      | 1      | 1     |
| 6     | Maroc      | 0  | 0      | 1      | 1     |
| 6     | Madagascar | 0  | 0      | 1      | 1     |
| Total | Total      | 4  | 4      | 8      | 16    |